# Tjörnarpasjön
Tjörnarpasjön (Tjörnarpssjön i folkmun) är en sjö vid Tjörnarp i Höörs kommun i Skåne och ingår i Helge ås huvudavrinningsområde. Sjön är 3,5 meter djup, har en yta på 0,474 kvadratkilometer och befinner sig 106 meter över havet. Sjön avvattnas av vattendraget Almaån (Tormestorpsån). Vid provfiske har bland annat abborre, björkna, braxen och gädda fångats i sjön.

## Delavrinningsområde
Tjörnarpasjön ingår i det delavrinningsområde (622097-137159) som SMHI kallar för Inloppet i Finjasjön. Medelhöjden är 105 meter över havet och ytan är 76,16 kvadratkilometer. Det finns inga avrinningsområden uppströms utan avrinningsområdet är högsta punkten. Almaån (Tormestorpsån) som avvattnar avrinningsområdet har biflödesordning 2, vilket innebär att vattnet flödar genom totalt 2 vattendrag innan det når havet efter 91 kilometer. Avrinningsområdet består mestadels av skog (52 %), öppen mark (11 %) och jordbruk (29 %). Avrinningsområdet har 0,47 kvadratkilometer vattenytor vilket ger det en sjöprocent på 0,6 %. Bebyggelsen i området täcker en yta av 3,56 kvadratkilometer eller 5 % av avrinningsområdet.

## Fisk
Vid provfiske har följande fisk fångats i sjön:
- Abborre
- Björkna
- Braxen
- Gädda
- Gös
- Mört
- Stor ruda
- Sarv
- Sutare